# Château-Guibert
Château-Guibert és un municipi francès situat al departament de Vendée i a la regió de País del Loira. L'any 2007 tenia 1.387 habitants.

## Demografia

### Població
El 2007 la població de fet de Château-Guibert era de 1.387 persones. Hi havia 487 famílies de les quals 86 eren unipersonals (39 homes vivint sols i 47 dones vivint soles), 187 parelles sense fills, 195 parelles amb fills i 19 famílies monoparentals amb fills.
La població ha evolucionat segons el següent gràfic:
Habitants censats

### Habitatges
El 2007 hi havia 587 habitatges, 500 eren l'habitatge principal de la família, 62 eren segones residències i 25 estaven desocupats. 579 eren cases i 5 eren apartaments. Dels 500 habitatges principals, 427 estaven ocupats pels seus propietaris, 68 estaven llogats i ocupats pels llogaters i 5 estaven cedits a títol gratuït; 3 tenien una cambra, 19 en tenien dues, 53 en tenien tres, 131 en tenien quatre i 294 en tenien cinc o més. 404 habitatges disposaven pel capbaix d'una plaça de pàrquing. A 171 habitatges hi havia un automòbil i a 303 n'hi havia dos o més.

### Piràmide de població
La piràmide de població per edats i sexe el 2009 era:
| Homes | Edats   | Dones |
| ----- | ------- | ----- |
| 0     | 95 o +  | 4     |
| 5     | 90 a 94 | 9     |
| 10    | 85 a 89 | 18    |
| 3     | 80 a 84 | 14    |
| 29    | 75 a 79 | 32    |
| 15    | 70 a 74 | 35    |
| 34    | 65 a 69 | 26    |
| 37    | 60 a 64 | 31    |
| 14    | 55 a 59 | 25    |
| 27    | 50 a 54 | 26    |
| 51    | 45 a 49 | 39    |
| 56    | 40 a 44 | 49    |
| 36    | 35 a 39 | 44    |
| 34    | 30 a 34 | 40    |
| 24    | 25 a 29 | 34    |
| 35    | 20 a 24 | 21    |
| 51    | 15 a 19 | 42    |
| 40    | 10 a 14 | 43    |
| 28    | 5 a 9   | 35    |
| 37    | 0 a 4   | 32    |

## Economia
El 2007 la població en edat de treballar era de 830 persones, 635 eren actives i 195 eren inactives. De les 635 persones actives 611 estaven ocupades (316 homes i 295 dones) i 25 estaven aturades (10 homes i 15 dones). De les 195 persones inactives 92 estaven jubilades, 56 estaven estudiant i 47 estaven classificades com a «altres inactius».

### Ingressos
El 2009 a Château-Guibert hi havia 520 unitats fiscals que integraven 1.392 persones, la mediana anual d'ingressos fiscals per persona era de 17.080 €.

### Activitats econòmiques
Dels 33 establiments que hi havia el 2007, 1 era d'una empresa extractiva, 4 d'empreses de fabricació d'altres productes industrials, 8 d'empreses de construcció, 1 d'una empresa de comerç i reparació d'automòbils, 1 d'una empresa d'hostatgeria i restauració, 4 d'empreses financeres, 5 d'empreses immobiliàries, 5 d'empreses de serveis, 1 d'una entitat de l'administració pública i 3 d'empreses classificades com a «altres activitats de serveis».
Dels 8 establiments de servei als particulars que hi havia el 2009, 1 era una funerària, 1 taller de reparació d'automòbils i de material agrícola, 1 guixaire pintor, 2 fusteries, 2 lampisteries i 1 perruqueria.
L'any 2000 a Château-Guibert hi havia 42 explotacions agrícoles que ocupaven un total de 2.407 hectàrees.

## Equipaments sanitaris i escolars
El 2009 hi havia una escola elemental.

## Poblacions més properes
El següent diagrama mostra les poblacions més properes.